# Protactiniu
Protactiniu este un element chimic cu simbolul Pa. Are numărul atomic 91. Protactiniul a fost identificat pentru prima dată de Kasimir Fajans și de Oswald Helmuth Göhring în 1913. Aceștia îl numesc brevium. Însă adevărații descoperitori ai protactiniului sunt Otto Hahn și Lise Meitner (1917). În 1949, IUPAC denumește elementul 91 drept protactiniu, iar Hahn și Meitner sunt  confirmați descoperitori ai acestuia.

Protactiniu

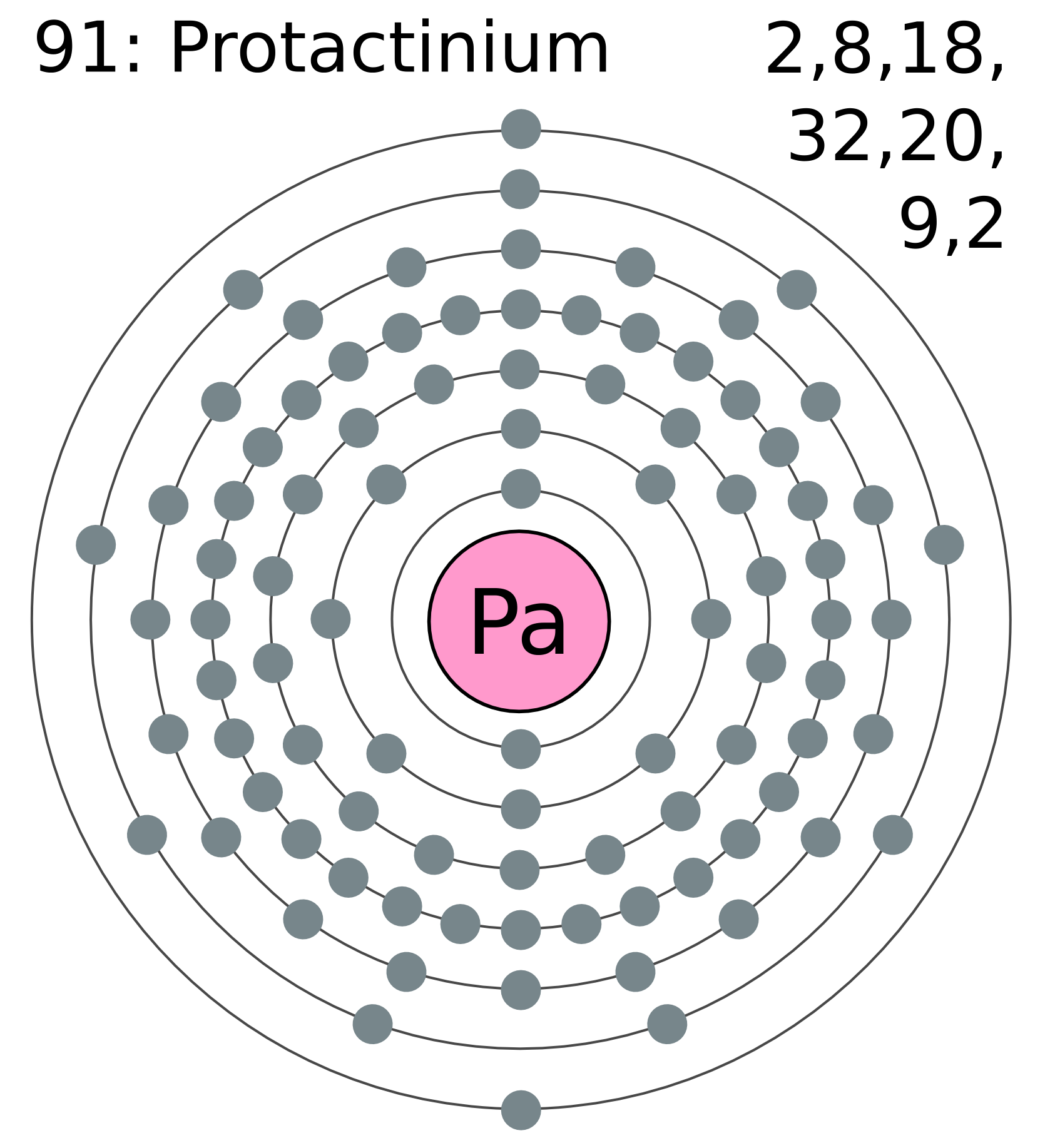
Configurația electronică a atomului de protactinium

## Istorie
În 1871, Dmitri Mendeleev a prezis existența unui element între thoriu și uraniu. La acea vreme grupul actinidelor nu era cunoscut, iar thoriul era plasat sub zirconiu, iar uraniul sub wolfram, lăsându-se loc sub tantal; însă totul s-a schimbat din 1950, când a fost publicat un nou model de sistem periodic. Din cauza poziționării protactiniului sub tantal, chimiștilor le-a fost aproape imposibil de descoperit.
Protactinium a fost descoperit în 1913, când Kasimir Fajans și O. H. Göhring au întâlnit izotopul cu viață scurtă 234m-Pa, cu jumătate de viață egală cu 1.17 minute, în timpul studiilor cu privire la căderea reactivei în lanț a elementului 238-U. Au dat noului element numele Brevium (Latina brevis, scurtă descriere); numele a fost schimbat în Protoactinium în 1918 când două grupuri de cercetători (Otto Hahn și Lise Meitner din Germania și Frederick Soddy precum și John Cranston din Marea Britanie) independent au descoperit 231-Pa, și l-au prescurtat în Protactinium în 1949.

## Proprietăți fizice
Protactiniul este un element chimic al grupului actinidelor. Este metalic, de culoare argintie strălucitoare, care, în timp, datorită oxidării, devine cenușie. Are proprietăți de superconductivitate. Protactiniul reacționează cu ușurință cu oxigenul, cu vaporii de apă și cu acizii. Nu reacționează cu oxizii alcalini.

## Aplicații
Fiindcă este abraziv, foarte radioactiv și toxic, nu există momentan nici o întrebuințare pentru protactiniu în afara cercetărilor științifice.
Protactiniu-231, care e format din descompunerea alfa a Uraniului-235, poate să susțină o reacție nucleară și poate, în principiu, să fie folosit la arme nucleare. Masa critică, potrivit lui Walter Seifritz, este 750±180 kg. Unii cercetători spun că nici o reacție în lanț nu este susținută de Protactiniu-231.
Aristid V. Grosse a preparat 2 mg Pa2O5 in 1927, și mai târziu a reușit să izoleze Protactinium pentru prima dată în 1934 din 0.1 mg de Pa2O5, transformând oxidul în unul ionizat și apoi sfărmându-l într-o absorbție generată de un filament încălzit electric de reacția 2PaI5 → 2Pa + 5I2.
În 1961, United Kingdom Atomic Energy Authority a putut să producă 125 g de 99.9% protactinium pur, procesând 60 tone de material folosit într-un proces cu 12 etape și cheltuind 500,000 $; a fost prima sursă de element a lumii , și se spune că elementul a fost vândut laboratoarelor pentru un cost de 2 800 $/ g în anii ce au urmat.